# Quebra-queixo
O quebra-queixo (chamado de Gobstopper ou jawbreakers nos Estados Unidos) é um tipo de doce. No Reino Unido, seu país de origem, eles geralmente são redondos e variam de 1 a 3 cm de diâmetro, embora os quebra-queixos possam ter até 8 cm de diâmetro. Se tornou um doce popular a partir da década de 1920.
No Brasil normalmente é feito de coco e açúcar, basicamente. Durante a mastigação deste doce, o quebra-queixo apresenta-se bem duro, e por isso tem-se a sensação de que o queixo vai se quebrar: daí o nome quebra-queixo. Na região norte do Brasil, o quebra-queixo é nome dado ao pé-de-moleque, sendo a cocada endurecida conhecida como cocada assada de forno. 